# Brăila, Chișinău
Brăila este un sat din componența comunei Băcioi din sectorul Botanica, municipiul Chișinău, Republica Moldova.

## Etimologie
Denumirea veche a satului a fost Negrești, apărând ulterior cu numele „Brăila”, după numele unui nou proprietar.

## Poziție geografică
Satul Brăila este situat la marginea de sud-vest a Băcioiului, pe ambele maluri ale Ișnovățului, pe ambele părți ale șoselei Ialoveni–Sîngerei. Localitatea se află la o distanță de 15 km sud-est de stația de cale ferată Revaca. Satul are o suprafață de aproximativ 0,23 km², cu un perimetru de 1,97 km.

## Climă
Teritoriul satului este situat în brîul climatic temperat, ceea ce determină particularitățile climei temperat continentale cu ierni blânde, dar uneori și cu zile geroase. Vara este foarte variată. În aceeași zi poate fi soare, ploi, grindină etc.

## Demografie
În anul 1997, populația satului a fost estimată la 950 de cetățeni.
Conform datelor recensământului din anul 2004, populația este constituită din 905 oameni, 50,06% fiind bărbați, iar 49,94% femei. Structura etnică a populației arată astfel: 97,57% — moldoveni, 0,22% — ucraineni, 1,44% — ruși, 0,77% — alte etnii.

## Instituții bugetare
Gimnaziul nr. 102, Grădinița nr. 45, Biblioteca publică Brăila, Oficiul Poștal MD-6812.

## Transport public
Satul Brăila este conectat cu orașul Chișinău prin ruta de autobuz nr. 4. 

## Galerie de imagini

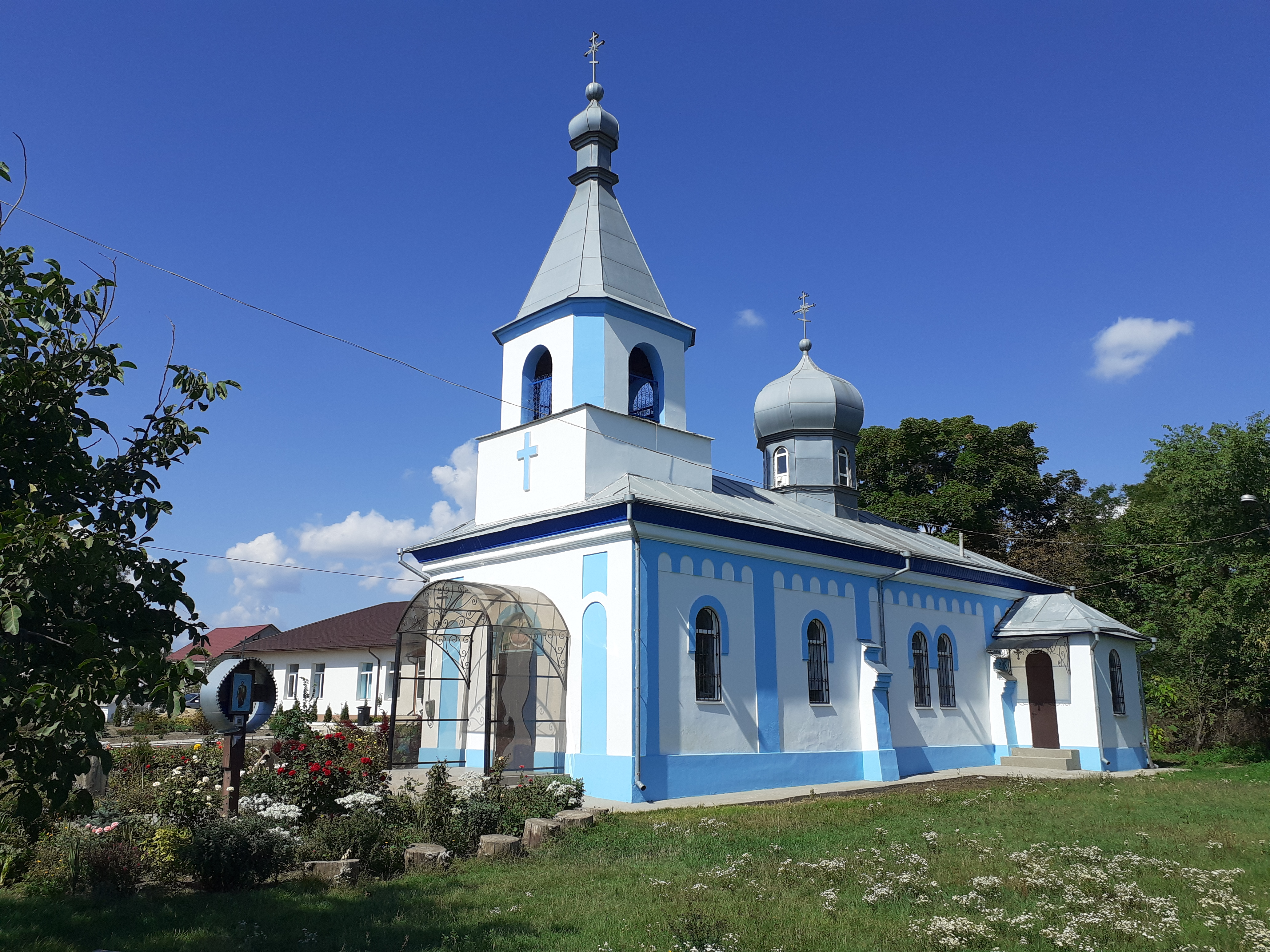
Biserica „Acoperământul Maicii Domnului” din localitate.
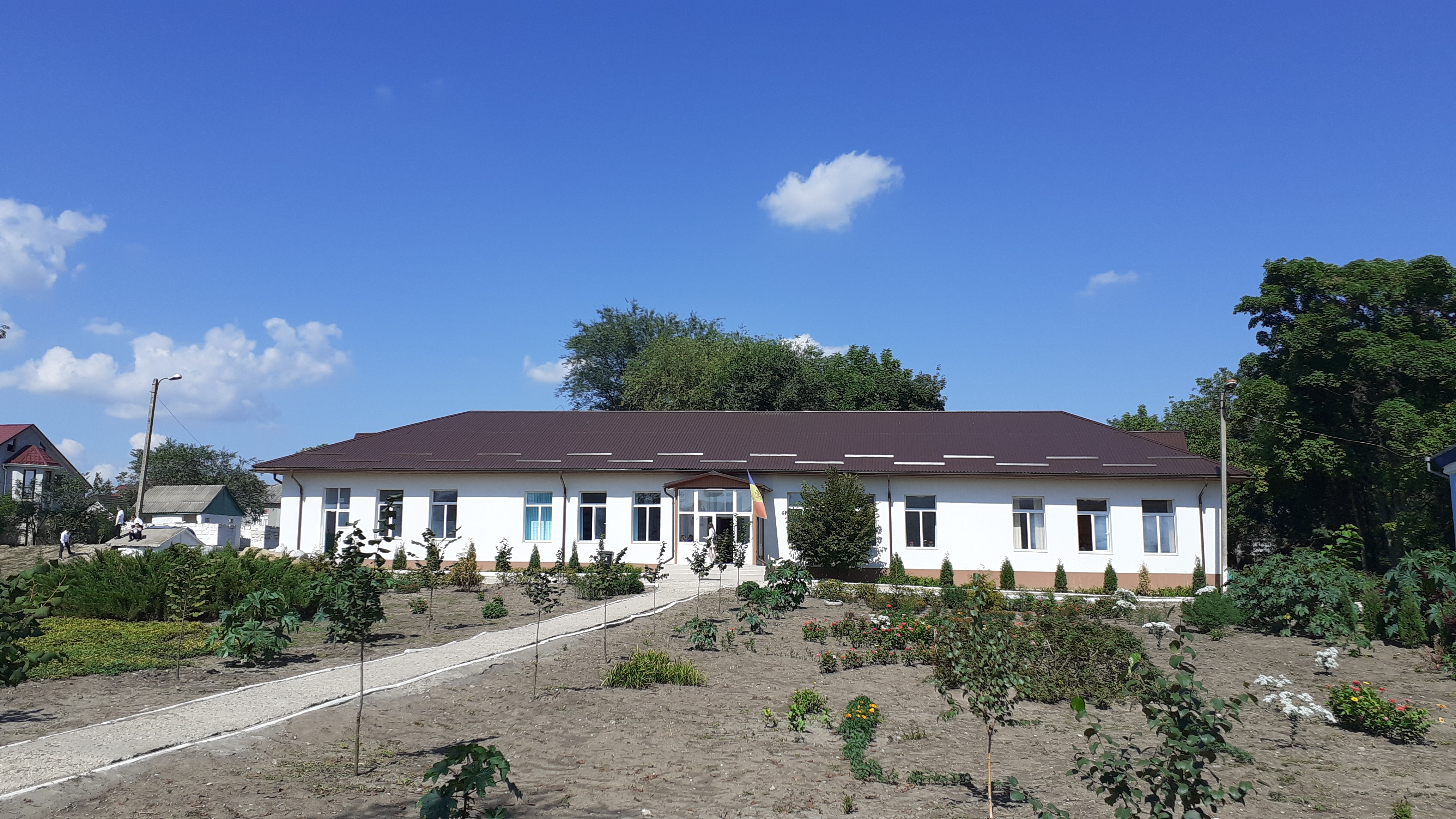
Gimnaziul
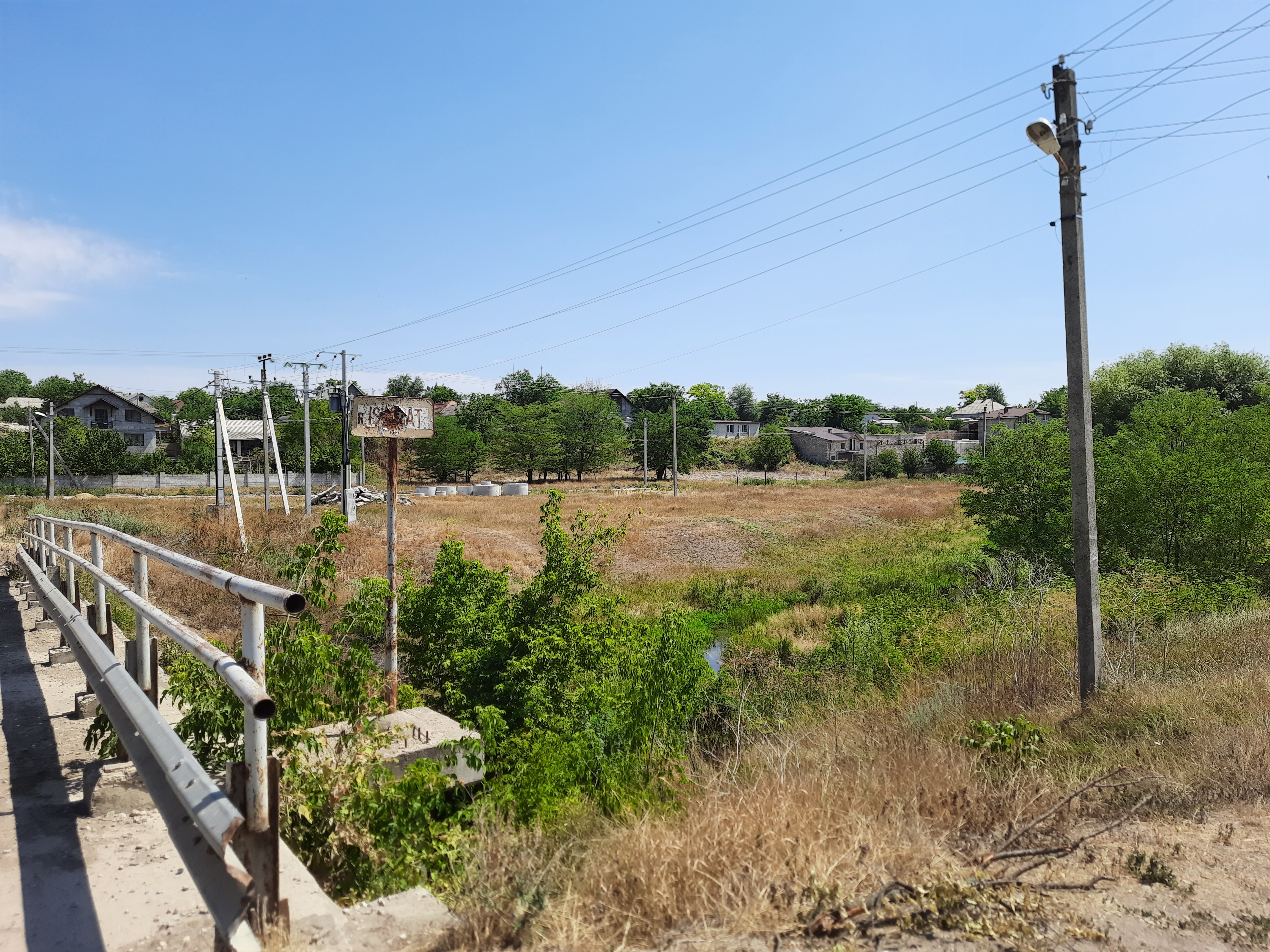
Râul Ișnovăț prin localitate.
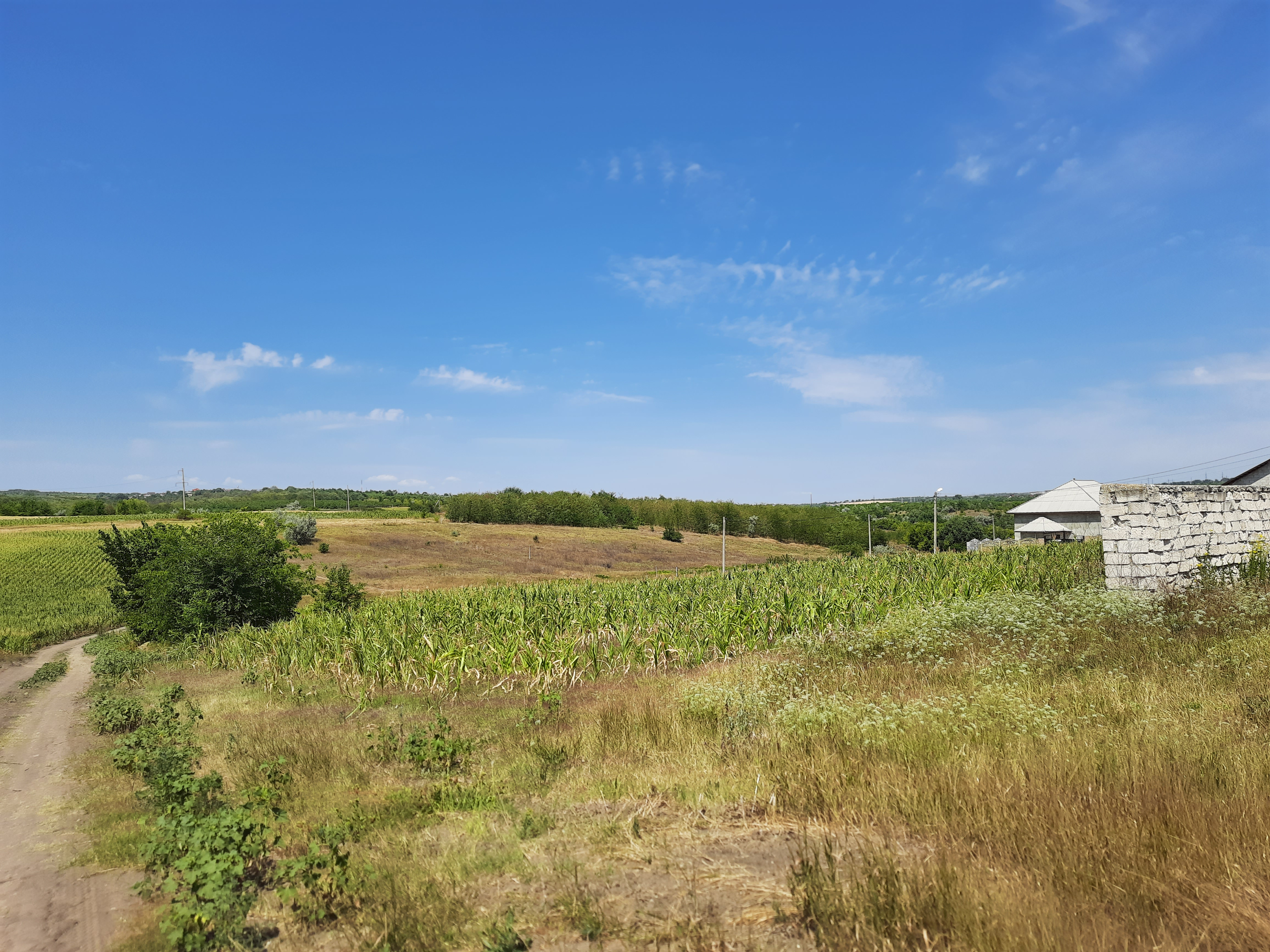
Vedere la margine de sat.